# Clidemia ombrophila
Clidemia ombrophila är en tvåhjärtbladig växtart som beskrevs av Henry Allan Gleason. Clidemia ombrophila ingår i släktet Clidemia och familjen Melastomataceae.
Artens utbredningsområde är Panamá. Inga underarter finns listade i Catalogue of Life.